# Водоспади Йосеміті
Йосе́мітський водоспад (Водоспад Йосе́міті) (англ. Yosemite falls) — найвищий відомий водоспад у Північній Америці. Розташований у Національному парку Йосеміті, в гірському ланцюзі Сьєрра-Невада, що в Каліфорнії (США).
Це одна з найвизначніших пам'яток парку, особливо протягом пізньої весни, коли водний потік досягає максимуму.
Водоспад робить три велетенські стрибки загальною висотою 739 м. Перший стрибок — Верхній Йосемітський водоспад. Вода летить у вільному падінні 436 м, спершу у вигляді смуги завширшки 10 м, а потім спіненою масою широким валом падає в котловину і на скелі, утворюючи сильний шум. З котловини вода з великою швидкістю спускається по кам'яних ступнях велетенських сходів загальною висотою понад 200 м. Після цього вона робить останній стрибок — 95 м вільного падіння.
Водоспад цікавий також взимку. Під час сильних морозів він замерзає в монолітну крижану брилу. Біля підніжжя Верхнього водоспаду назустріч струменям, що падають, не встигаючи замерзнути, виростає велетенський крижаний стовп заввишки 100–150 м. Згори до нього спускаються грона також велетенських бурульок.